# Drie pylonen
Drie pylonen is een artistiek kunstwerk in Molenwijk, Amsterdam-Noord.
De wijk werd einde jaren zestig van de 20e eeuw ingericht naar ontwerp van architect Klaas Geerts. In 1970 werd voor de flat Spinnekop van kunstenaar Ben Guntenaar een drietal stenen pylonen neergezet. Buitenkunst Amsterdam omschreef ze als “markering in het landschap” of “toegangspoort”. Een derde omschrijving voor pyloon (brugpijler) viel af. Guntenaar maakte de drie pylonen uit Vilhonneur of travertijn, een kalkrijke tufsteensoort, geïmporteerd uit de Dordogne. Of Guntenaar zich bij deze beeldengroep heeft laten inspireren door Incakunst, zoals bij meerdere van zijn beelden, is onbekend.
Guntenaar probeerde met zijn beeldengroepen, zoals ook Plastische tekens in steen, cultuur en variatie in de anders zo levenloze nieuwbouwwijk te brengen.